# Rue Georges-Braque
Pour les articles homonymes, voir Georges Braque et Braque.
La rue Georges-Braque est une voie du 14e arrondissement de Paris, en France.

## Situation et accès
La rue Georges-Braque est une voie publique située dans le 14e arrondissement de Paris. Elle débute au 14, rue Nansouty et se termine en impasse, la rue s'élargissant à son extrémité en une petite place.

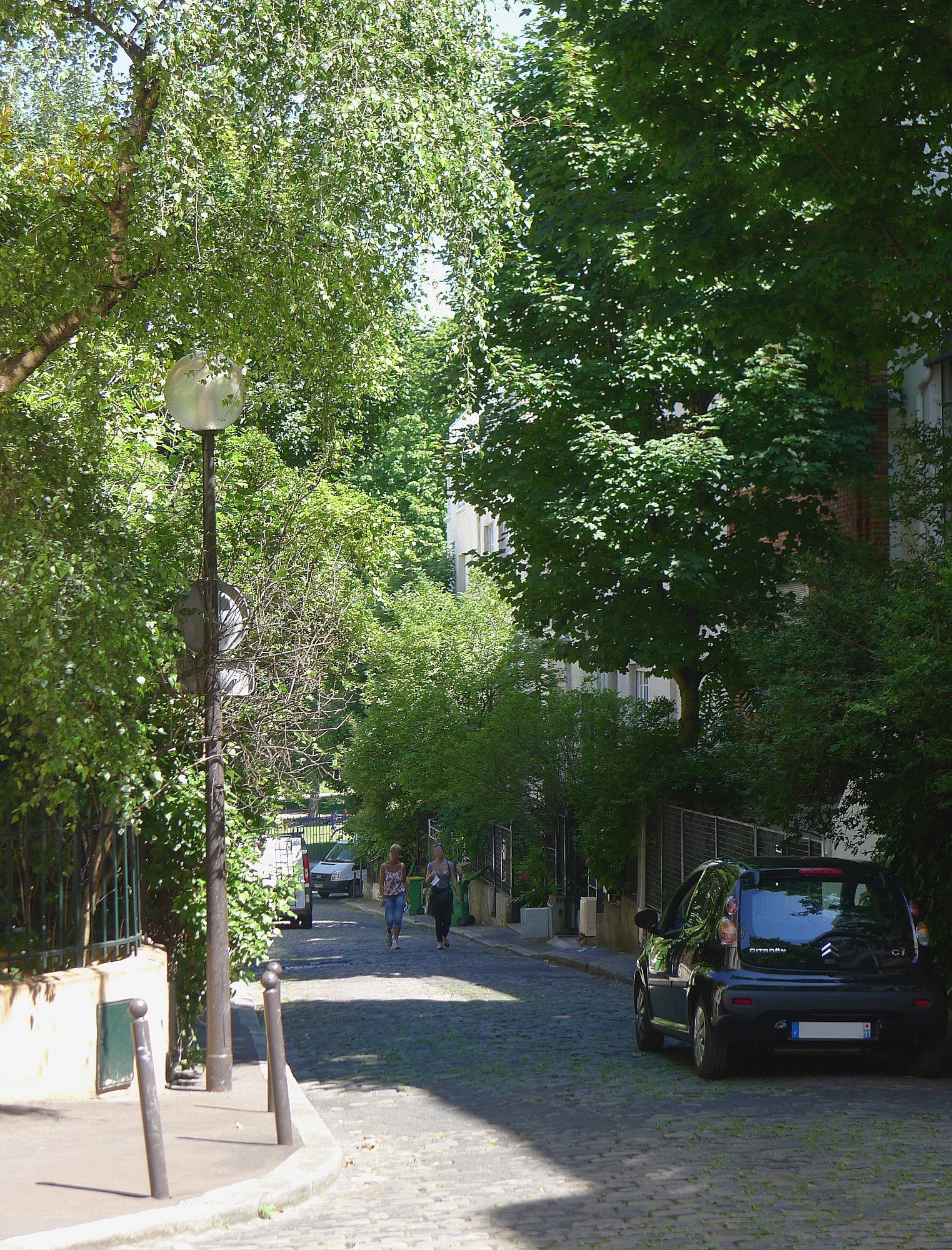
Haut de la rue.
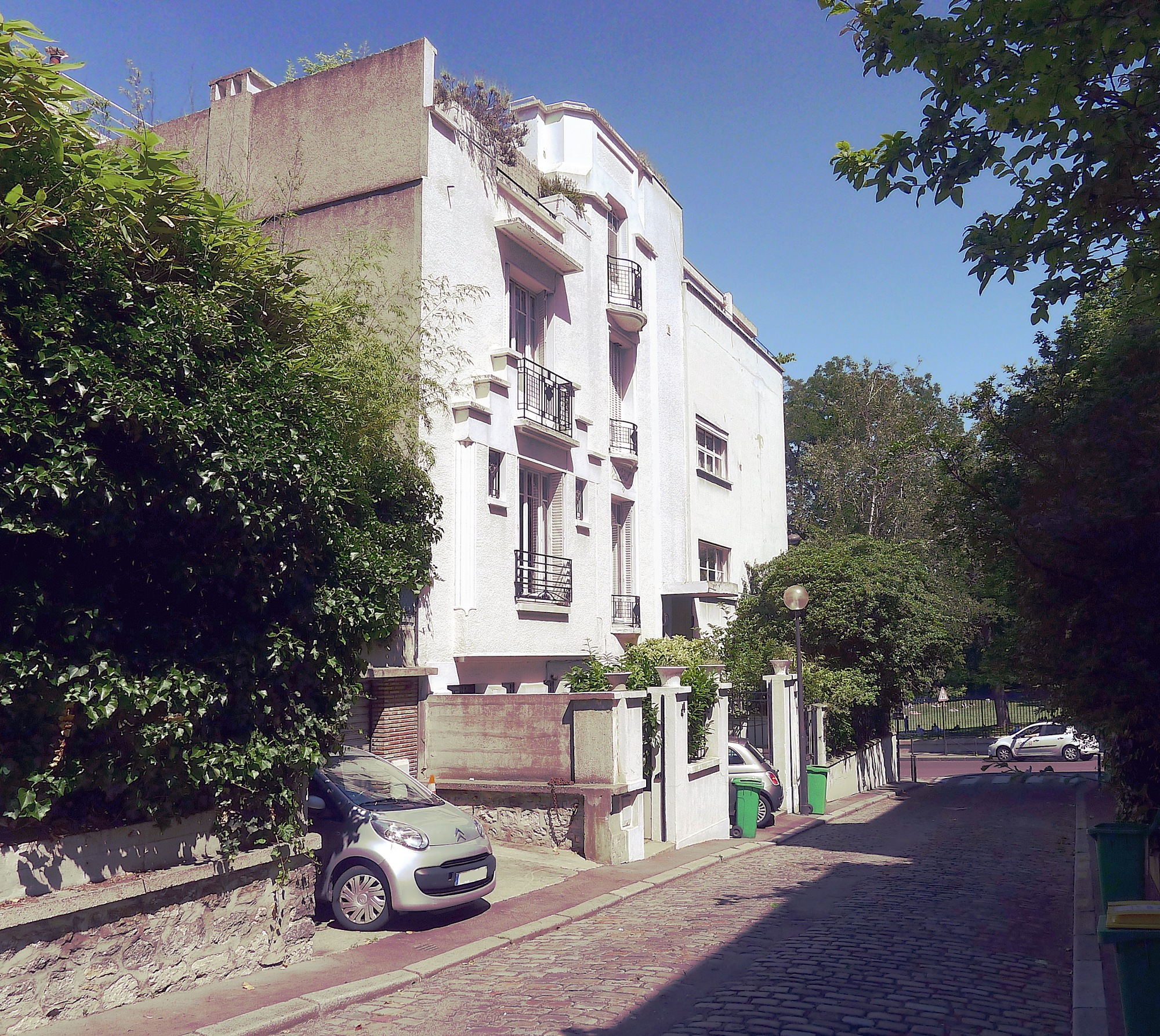
Bas de la rue.

## Origine du nom

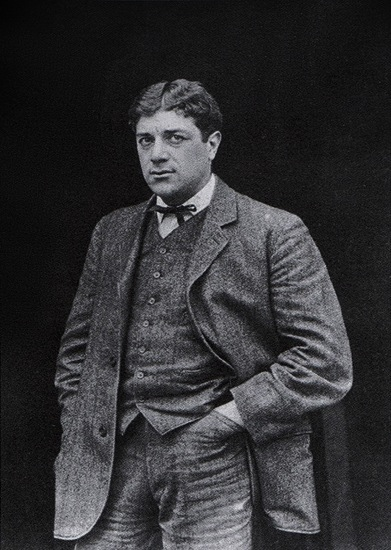
Georges Braque en 1908.

Elle porte le nom du peintre, sculpteur et graveur français, Georges Braque (1882-1963), qui a habité dans cette rue.

## Historique
Cette rue est ouverte en 1927, dans un lotissement appartenant à M. Haas, sous le nom de « rue du Douanier ». Elle prend sa dénomination actuelle par arrêté du 15 novembre 1976.

## Bâtiments remarquables et lieux de mémoire
- No 8 (rue du Douanier) : domicile et lieu de décès du peintre Georges Braque (1882-1963)[1]. Mort le 31 août 1963, il est inhumé le 4 septembre 1963 au cimetière marin de Varengeville-sur-Mer. La veille, hommage lui est rendu par des funérailles nationales lors desquelles le ministre des Affaires culturelles André Malraux, prononce son éloge funèbre devant la colonnade du Louvre. La rue est renommée rue Georges-Braque en son honneur, en 1976.